# Khaled Othman
Khaled Abdul Gasem Othman Feghi Saleh (ur. 1 grudnia 1968 roku) – libijski lekkoatleta, olimpijczyk.
Zawodnik wystąpił w biegu na 100 m na Letnich Igrzyskach Olimpijskich 1996. W swoim biegu pierwszej rundy kwalifikacyjnej uzyskał wynik 11,65 i odpadł z dalszej rywalizacji.
Rekord życiowy zawodnika w biegu na 100 m wynosi 11,15 (rezultat osiągnięty w 1997 roku).